# Nancy Ledins
Nancy Ledins (27 de julio de 1932 - 18 de julio de 2017) fue una sacerdote católica estadounidense que se declaró transgénero. En el momento de su transición, todavía era considerada sacerdote incluso después de haber renunciado a sus funciones oficiales en la Iglesia, debido a que nunca fue devuelta a su condición de laica. En esta capacidad, algunos la consideran la primera mujer sacerdote oficial en la historia de la Iglesia Católica y es la primera sacerdotisa católica abiertamente transgénero.

## Primeros años y ministerio
Ledins nació el 27 de julio de 1932 en Cleveland, Ohio. Presentándose como hombre, se unió a los Misioneros Católicos de la Preciosa Sangre y se convirtió en sacerdote en 1959. Sirvió como capellana del Ejército de los Estados Unidos en Vietnam durante la Guerra de Vietnam y sirvió como sacerdotisa en Detroit y en Colorado. Obtuvo un doctorado en psicología de la Universidad Católica de América.

## Transición de género
Ledins renunció a sus deberes oficiales en la Iglesia en 1969, pero la Iglesia Católica todavía lo aeconocía legalmente como sacerdote, aunque no había recuperado su estatus laico. En 1970 se casó con una ex monja y se mudó a Indiana, donde trabajó como psicóloga en la sección de tratamiento de drogas de la Comisión de Salud Mental del estado. La pareja se divorció más tarde, lo cual era un requisito para que un cirujano pudiera realizar una operación de afirmación de género. Recibió atención de los medios durante su transición de género y fue considerada por algunos como la primera mujer sacerdote oficial en la Iglesia Católica. La atención mediática en torno a la transición hizo que Ledins fuera amenazada, acosada, enviado animales muertos por correo, baleada y víctima de un atentado con coche bomba. El 12 de abril de 1979, se sometió a una cirugía de reasignación de género en Trinidad, Colorado. Cuando fue entrevistada por el National Catholic Reporter, Ledins declaró que "técnicamente todavía estaba ordenada", pero rechazó las ofertas de celebrar la misa públicamente como Nancy Ledins.

## Vida posterior
En 1977 y 1978 se desempeñó como coordinadora de la Feria Fantasía.
En 1996 se mudó a Charlotte, Carolina del Norte, y se unió a Wedgewood Church, una congregación cristiana que afirma los derechos LGBT afiliada a American Baptist Churches USA y la Iglesia Unida de Cristo. Se desempeñó como ministra en Wedgewood, donde predicó, cantó en el coro, sirvió la Eucaristía y realizó bautismos. También trabajó como electróloga y preparadora de impuestos. 
Ledins murió el 18 de julio de 2017 en Carolina del Norte.